# Astronomija u 2018.
◄◄ | ◄ | 2015. | 2016. | 2017. | 2018.  | 2019. | 2020. | 2021. | ► | ►►
Arhitektura • Astronautika • Astronomija • Biologija • Film • Fotografija • Glazba • Kazalište • Kemija • Kiparstvo • Knjige • Književnost • Kršćanstvo • Meteorologija • Medicina • Planinarstvo • Politika • Pravo • Promet • Slikarstvo • Strip • Šport • Televizija • Znanost • Zrakoplovstvo • Željeznički promet
Astronomija u 2018.

## Astronomske pojave
- 19. siječnja − uočena nova FM Circini
- 15. veljače − djelomična pomrčina Sunca[1]
- 20. ožujka − uočena nova V906 Carinae
- 29. travnja − uočena nova V392 Persei
- 13. srpnja − djelomična pomrčina Sunca[1]
- 11. kolovoza − djelomična pomrčina Sunca[1]

## Vanjske poveznice
|  | Zajednički poslužitelj ima još gradiva o temi Astronomija u 2018. |